# Eliška Martínková
Eliška Martínková (* 27. ledna 2002) je česká atletka, reprezentantka v chodeckých disciplínách. V mládežnických kategoriích dosáhla medailových úspěchů na juniorském mistrovství světa i Evropy. Mezi dospělými pak obsadila například 7. příčku na mistrovství Evropy 2022. O rok později získala stříbrnou medaili na Letní univerziádě v čínském Čcheng-tu. Na mistrovství Evropy 2024 se umístila na 11. místě.

## Osobní rekordy
- chůze na 10 km – 45:03 – 22. dubna 2023, Praha
- chůze na 20 km – 1:30:07 – 20. ledna 2024, Antalya